# Comuna Andriivka, Icinea
Andriivka (în ucraineană Андріївка) este o comună în raionul Icinea, regiunea Cernihiv, Ucraina, formată din satele Andriivka (reședința), Selîhiv și Tomașivka.

## Demografie
Componența lingvistică a comunei Andriivka
     Ucraineană (99,5%)
     Alte limbi (0,5%)
Conform recensământului din 2001, majoritatea populației comunei Andriivka era vorbitoare de ucraineană (99,5%), existând în minoritate și vorbitori de alte limbi.